# Сочивко, Андрей Владимирович
Андрей Владимирович Сочивко — русский художник-живописец, фотограф и энтомолог. Действительный член Московского Общества Испытателей Природы и Русского географического общества.

## Биография
В 1985 году окончил Московское художественное училище памяти 1905 года. В 1988–1995 годы работал в Комбинате живописного искусства Московского союза художников. С 2014 года работает сотрудником Музея Землеведения МГУ имени М. В. Ломоносова. Область научных интересов — энтомология (вопросы систематики, фаунистики, пищевых связей бабочек). Куратор проекта «Эстетика живой природы. Мир насекомых».

## Основные научные проекты
- 1993–2002 годы — изучение фауны бабочек Памира по соглашению между МОИП и Министерством природных ресурсов Республики Таджикистан.
- 1996–2009 годы — энтомологические экспедиции в Непал, Перу, на Шри-Ланку, в Камбоджу, Венесуэлу, Камерун, Малайзию.
- 2007–2011 годы — исследования фауны насекомых Южной и Юго-Восточной Африки (ЮАР, Лесото, Свазиленд, Намибия, Мозамбик, Замбия, Зимбабве, Малави) в рамках сотрудничества с Музеем естественной истории в Питермарицбурге (KwaZulu-Natal Museum).
- 2005–2024 годы — изучение трофических связей бабочек парусников (Parnassius Latreille, Papilionidae (Latreille)) с неклубневыми хохлатками (Corydalis DC.) на территории Средней Азии и Казахстана. Совместно с М. А. Михайловой, БИН РАН.

- 2017–2024 годы — участие в академическом проекте «Флора России» с темой «Систематика, распространение и экология хохлаток (Corydalis DC., Fumariaceae)». Совместно с М. А. Михайловой, БИН РАН.

### Книги
- Каабак Л. В., Сочивко А. В. Бабочки мира. — М.: Аванта+, 2001. — 184 с. — (Самые красивые и знаменитые). — 10 000 экз. — ISBN 5-94623-008-5.
- Сочивко А. В., Белорусцева С. А. Чудеса микромира. — М.: Бук Хаус, 2006. — 176 с. — (Мир глазами фотографа). — 3000 экз. — ISBN 5-98641-023-8.
- Сочивко А. В., Каабак Л. В. Определитель бабочек России. Дневные бабочки. / под ред. С. С. Мирновой. — М.: Астрель – Аванта+, 2012. — 324 с. — (Мир энциклопедий). — 5000 экз. — ISBN 978-5-98986-669-4.
- Сочивко А. В. Насекомые мира: Детская энциклопедия. — Эксмодетство, 2023. — 168 с. — (Атласы и энциклопедии). — ISBN 978-5-04-179899-4.

### Статьи на русском языке
- Каабак Л. В., Сочивко А. В. Девятнадцатый подвид // Химия и жизнь : журнал. — М.: Наука, 1996. — № 2. — С. 24–27.
- Сочивко А. В., Каабак Л. В. Высокогорные памирские аполлоны (рубрика «Новости науки») // Природа : журнал. — М.: Наука, 1997. — № 2. — С. 115–116.
- Каабак Л. В., Сочивко А. В. Бабочки о климате // Природа : журнал. — М.: Наука, 1997. — № 3. — С. 120–121.
- Каабак Л. В., Сочивко А. В. Индийский муссон на Памире // Природа : журнал. — М.: Наука, 1998. — № 5. — С. 55–60.
- Каабак Л. В., Сочивко А. В. Область уникального микроклимата на Памире // Природа : журнал. — М.: Наука, 2001. — № 3. — С. 85.
- Сочивко А. В., Каабак Л. В. К фауне бабочек семейств Hesperiidae, Papilionidae и Pieridae (Lepidoptera, Rhopalocera) Восточного Памира // Бюллетень Московского общества испытателей природы. — М.: Издательство Московского университета, 2005. — Т. 110, № 1. — С. 28–37.
- Сочивко А. В., Каабак Л. В. Дневные бабочки семейств Satyridae, Nymphalidae, Riodinidae и Lycaenidae (Lepidoptera, Rhopalocera) бассейнов рек Оксу-Мургаб и Западный Пшарт (Таджикистан) // Бюллетень Московского общества испытателей природы. — М.: Издательство Московского университета, 2005. — Т. 110, № 2. — С. 44–53.
- Сочивко А. В. Колыбель Аполлона // Химия и жизнь : журнал. — М.: Наука, 2006. — № 6. — С. 61–65.
- Сочивко А. В. Восемь тысяч километров по Южной Африке // Азия и Африка сегодня : журнал. — М.: Отделение историко-филологических наук РАН, 2009. — № 6. — С. 72–77.
- Михайлова, М. А., Сочивко А. В. Обзор хохлаток Горного Бадахшана (род Corydalis, сем. (Fumariaceae): систематика, биохимия, трофические связи с насекомыми // Ботанический журнал. — СПб.: Ботанический институт им. В.Л. Комарова РАН, 2011. — Т. 96, № 5. — С. 561–581.

### Статьи на английском языке
- Kaabak L. V., Sotshivko A. V., Titov V. V. A new subspecies of Parnassius charltonius Gray, 1853 from the Sarykolsky Mountain Ridge in Tadjikistan (Lepidoptera, Papilionidae) (англ.) // Atalanta. — Würzburg, 1996. — Vol. 27 (1/2). — P. 195–198, 453–454.
- Sochivko A. V., Kaabak L.V. A new subspecies of Parnassius staudingeri O. Bang-Haas, 1882 from the Sarykolsky Mountain Ridge in Tadjikistan (Lepidoptera, Papilionidae) (англ.) // Atalanta. — Atalanta, 1996. — Vol. 27 (1/2). — P. 199–202, 452–453.
- Sochivko A. V., Ivshin N. V. A new subspecies of Actias chapae Mell, 1950 from southern Vietnam (Lepidoptera: Saturniidae) (англ.) // Nachrichten des Entomologischen Vereins Apollo N.F. — Frankfurt/M, 2008. — Vol. 29 (1/2). — P. 71–75.
- Sochivko A. V., Kaabak L.V. A new subspecies of Parnassius charltonius Gray, 1852 from the Turkestansky Mountains range (Lepidoptera, Papilionidae) (англ.) // Nachrichten des Entomologischen Vereins Apollo N.F. — Frankfurt/M, 2011. — Vol. 32 (1/2). — P. 39–45.
- Sochivko A. V., Mikhailova M. A. Revised data on Parnassius (Kailasius) charltonius platon Sochivko & Kaabak, 2011 (Lepidoptera, Papilionidae) (англ.) // Nachrichten des Entomologischen Vereins Apollo N.F. — Frankfurt/M, 2014. — Vol. 35 (1/2). — P. 61–66.
- Sochivko A. V., Mikhailova M. A. Trophic links of Parnassius (Kailasius) charltonius Gray, [1853 (Lepidoptera, Papilionidae) to the species of the genus Corydalis DC. (Papaveraceae) in the Alai and Turkestan Ranges] (англ.) // Nachrichten des Entomologischen Vereins Apollo N.F. — Frankfurt/M, 2015. — Vol. 36 (4). — P. 188–193. — ISSN 9912 0723 9912.
- Mikhailova M. A., Sochivko A. V. New species of Corydalis DC. (Fumariaceae) from Tajikistan (англ.) // Turczaninowia. — 2022. — Vol. 25, no. 3. — P. 74–78. — ISSN 1560–7267. — doi:10.14258/turczaninowia.25.3.8.
- Mikhailova, M. A., Shilnikov D. S., Sochivko A. V. New species of Corydalis DC. (Fumariaceae) from Western Caucasus (англ.) // Turczaninowia. — 2024. — Vol. 27, no. 1. — P. 102–107. — ISSN 1560–7267. — doi:10.14258/turczaninowia.27.1.13.

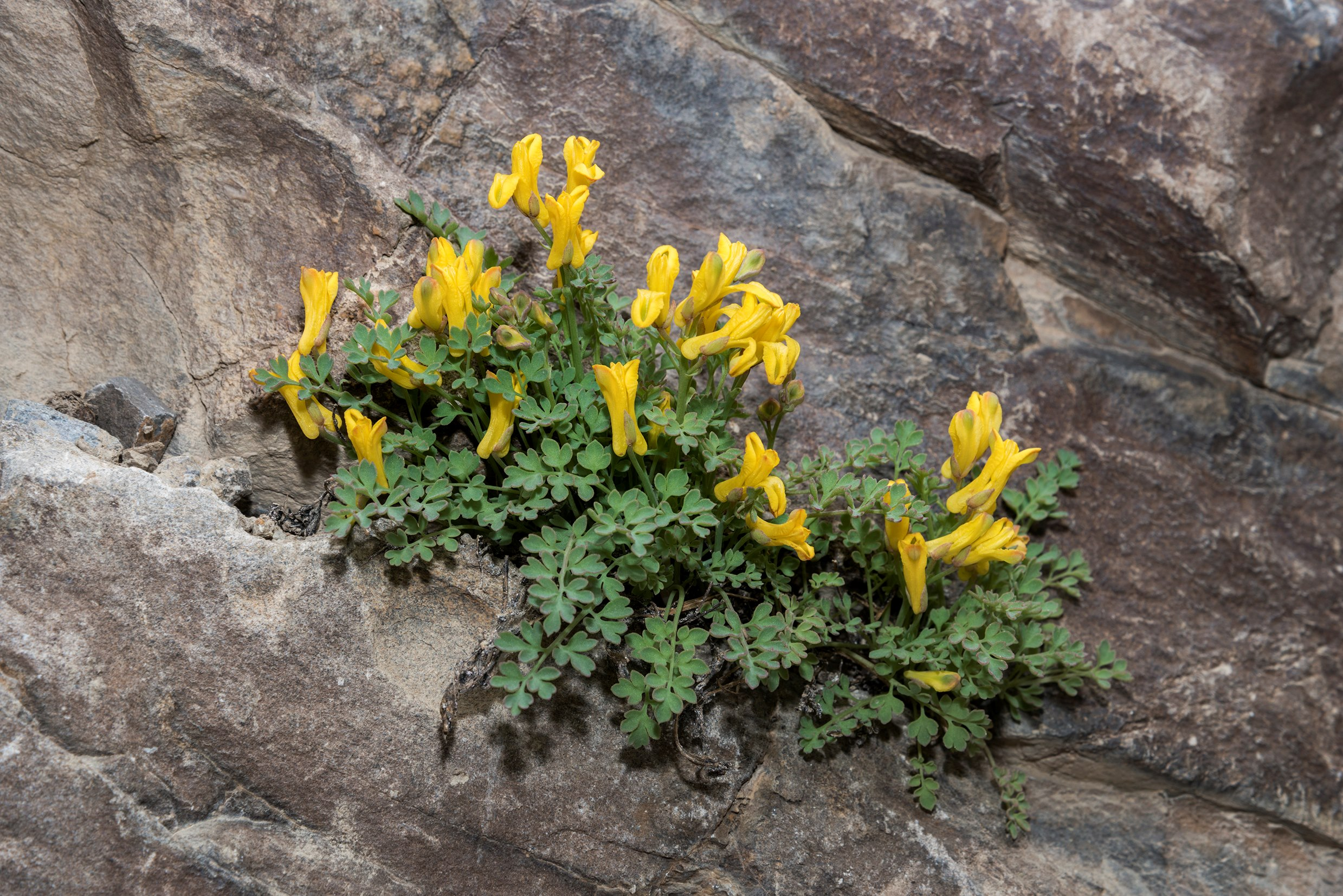
— хохлатка-эндемик Горно-Бадахшанской АО, собранная А. В. Сочивко в 2021 году и описанная им совместно с М. А. Михайловой в 2022 году.

## Именные таксоны

### Бабочки
- Dyspessa sochivkoi Yakovlev, 2008 — Диспесса Сочивко — Кыргызстан[2]
- Parnassius charltonius ssp. sochivkoi Churkin, 2009 — Парусник Чарльтона, подвид Сочивко — южный Кыргызстан[3]
- Platyptilia sochivkoi Kovtunovich & Ustjuzhanin, 2011 — Пальцекрылка Сочивко — ЮАР, Лесото[4][5]
- Alucita sochivkoi Kovtunovich & Ustjuzhanin, 2016 — Малави[6][7]
- Melitaea sultanensis ssp. sochivkoi Churkin, Kolesnichenko et Bogdanov, 2024 — Шашечница султан, подвид Сочивко — южный Таджикистан[8][9]

### Растения
- Corydalis sochivkoi Mikhailova, 2010 — Хохлатка Сочивко — Кыргызстан[10]